# Universidad Católica Don Bosco
La Universidade Católica Dom Bosco (UCDB) es una institución de enseñanza superior con sede en la ciudad de Campo Grande (Mato Grosso del Sur). Fundada en 1993, hunde sus raíces en centros salesianos nacidos en 1963.

## Historia
En respuesta a los anhelos de una comunidad ávida por el saber y por la cultura, la Misión Salesiana de Mato Grosso instituyó en Campo Grande, en 1961, el primer Centro de Educación Superior del Estado de Mato Grosso del Sur, la Facultad "Dom Aquino de Filosofía Ciencias y Letras", con los cursos de Pedagogía y Letras, dirigidos a la formación de educadores, orientadores y agentes de transformación de la sociedad matogrosense. Como resultado de ese proceso de trabajo y acción concreta, paulatinamente, la Misión Salesiana creó nuevas Facultades: la Facultad de Derecho - FADIR, en 1965; la Facultad de Ciencias Económicas, Contables de Administración - FACECA, en 1970; la Facultad de Servicio Social - FASSO, en 1972 y así sucesivamente. Los años siguientes, los cursos de Historia, Geografía, Ciencias (Biología y Matemática), Filosofía, Psicología, y Graduación de Profesores, que fueron gradualmente integrados a la FADAFI, que ya poseía los cursos de Pedagogía y Letras.
Con vistas a la futura Universidad, la Misión Salesiana solicitó, junto al Ministerio de la Educación y Cultura - MEC, la integración de las Facultades, con un Regimento unificado, surgiendo así las Facultades Unidas Católicas de Mato Grosso - FUCMT. 
La fuente legal que dio origen a las Facultades Unidas Católicas de Mato Grosso fue el Parecer n.º 1.907/76, aprobado por el Consejo Federal de Educación, en la sesión plenaria de 6 de junio de 1965, juzgando el Proceso n.º MEC 13.718/75 (c.f. Documento, n.º 175, p. 312-313), siendo su director general José Scampini. 
A partir de estos acontecimientos, varios factores confluyeron, entre otros:
- El interés de la Misión Salesiana en satisfacer la demanda de una enseñanza superior;
- El propósito de los Salesianos en hacerse presentes, con la Universidad, en medio a la juventud sur-mato-grossense y brasileña, conviviendo con la riqueza sociocultural, política y religiosa, a la luz de las orientaciones de la Iglesia Católica y de la doctrina del educador Don Bosco, para contribuir en el desarrollo pleno del hombre, en todas sus potencialidades.

Este encuentro de intereses está fundamentado en la exposición de motivos de la Carta-Consulta, elaborada por la Coordenadoria de Planificación, Evaluación, Investigación y Extensión - COPAPE, en el período de 1986-1989, fundamentada en la Ley Federal n.º 5.540/68, Resolución CFE n.º 3/83 y otros dispositivos legales pertinentes. 
El 20 de diciembre de 1989, la Misión Salesiana firmó, junto al Consejo Federal de Educación, su Carta-Consulta, requiriendo la transformación, por la vía del reconocimiento, de las entonces Facultades Unidas Católicas en Universidad, con la denominación de Universidad Católica Dom Bosco. 
La referida Carta-Consulta fue aprobada por el Parecer n.º 000113, en 21 de febrero de 1991, y se inició así la "Fase de Acompañamiento de la Institución", para comprobación de su madurez académico-administrativa.
Con la orden ministerial (portaría) n.º 1.547 del Misterio de la Educación y Cultura, de 27 de octubre de 1993, la FUCMT se transformó en Universidad Católica Don Bosco.
En 4 de septiembre de 2015, fue presentado el nuevo Rector de la institución, el padre Ricardo Carlos, sustituyendo al padre José Marinoni, que pasará a trabajar en la Cisbrasil, en Brasilia.

## Cursos
Campus-sede - Campo Grande
- Administración
  - Cooperativa y Empresas Rurales
  - Agronegocio
  - Pública
  - Comercio Exterior
- Agronomía
- Arquitectura y Urbanismo
- Biología
- Biomedicina
- Ciencias Contables
- Comunicación Social
  - Moda y diseño
  - Periodismo
  - Publicidad y Propaganda
  - Radio, Televisión e Internet
- Derecho
- Educación Física
- Enfermería
- Ingeniería Civil
- Ingeniería de Automatización y Control
- Ingeniería de la Computación
- Ingeniería de la Producción
- Ingeniería Eléctrica
- Ingeniería Mecánica
- Ingeniería Sanitaria y Ambiental
- Farmacia
- Filosofía
- Fisioterapia
- Fonoaudiología
- Geografía
- Historia
- Letras
- Medicina Veterinaria
- Nutrición
- Pedagogía
  - Normal Superior: Licenciatura en Series Iniciales
  - Gestión Social
  - Administración Escolar - Supervisión Escolar
- Psicología - Formación de Psicólogo
- Servicio Social
- Tecnología 
  - Análisis de Desarrollo de Sistemas
  - Redes de Ordenadores
- Zootecnia

Campus Son Gabriel del Oeste
- Administración 
  - Cooperativa y Empresas Rurales
  - Agronegocios
- Derecho
- Sistemas de Información

Campus UCDB/Iespan - Corumbá
- Ciencias Económicas
- Derecho
- Turismo
- Zootecnia

Educación la distancia - UCDB Virtual (Abrangência nacional)
- Administración
  - Administración Pública
  - Administración en Agronegocios
- Ciencias Contables
- Gestión Ambiental
- Gestión Pública
- Gestión Financiera
- Gestión de Cooperativas
- Marketing
- Logística
- Negocios Inmobiliarios
- Procesos Gestionáis
- Recursos Humanos
- Secretariado